# Village Roadshow Theme Parks
Village Roadshow Theme Parks est une filiale de la multinationale australienne Village Roadshow Limited qui gère plusieurs parcs à thèmes et d'attractions en Australie, en Nouvelle-Zélande et aux États-Unis (via Village Roadshow Theme Parks USA Inc).

## Historique
Le Sydney Attractions Group Pty Ltd en faisait partie jusqu'à sa vente en 2010 au britannique Merlin Entertainments pour 115 millions de dollars australiens,. 
Le groupe a l'intention d'investir dans les parcs à thème chinois à la suite de la vente de sa participation (à hauteur de 52,5 %) dans la société audiovisuelle Austereo. Cette vente représente 362 millions de A$.
Dans les années 2010 il signe une lettre d'intention (en) avec le groupe américain SeaWorld pour co-développer des parcs à thème en Chine, en Asie du Sud-Est et en Russie. À la suite de la pression de l'opinion publique australienne et à l'appel de l'association Australia for dolphins, il est contraint en novembre 2015 à s'engager à ne pas présenter dans ces structures des cétacés nés et capturés en milieu sauvage. Il annonce également son retrait du projet de construction du parc marin Ocean Paradise sur l'île d'Hainan, en Chine.

## Sites actuels
- Australian Outback Spectacular
- Paradise Country
- Sea World
- Warner Bros. Movie World Australia
- Wet'n'Wild Hawaii (en)
- Wet'n'Wild Phoenix
- Wet'n'Wild Water World

## Futurs sites
- Sea World China
- Wet'n'Wild Las Vegas
- Wet'n'Wild Sydney (en)
- Hainan Ocean Paradise

## Anciens sites
Ces six parcs ont tous été vendu au groupe britannique Merlin Entertainments en 2010.
- Hamilton Island Wildlife Park
- Kelly Tarlton's Underwater World
- Oceanworld Manly
- Sydney Aquarium
- Sydney Tower
- Sydney Wildlife World